# Jessica Pratt

Jessica Pratt in der Titelrolle von Donizettis Rosmonda d’Inghilterra, 2016

Jessica Pratt (* 1979 in Bristol) ist eine australische Opern- und Konzertsängerin (Sopran).

## Leben
Jessica Pratt studierte Gesang in Europa und Australien. Sie absolvierte Meisterklassen u. a. bei Joan Sutherland, Renata Scotto, Gustav Kuhn und Siegfried Jerusalem. Sie gewann mehrere Preise und Stipendien u. a. am Australian Singing Competition an der Oper von Rom sowie an der Staatsoper von Wien.
Sie ist regelmäßig auf Bühnen und Festivals wie dem Teatro alla Scala, Teatro San Carlo, dem Rossini Opera Festival Pesaro, dem Maggio Musicale Fiorentino, dem Teatro La Fenice, der Wiener Staatsoper, dem Opernhaus Zürich, der Deutschen Oper Berlin, der Festival Caramoor und dem Royal Opera House Covent Garden zu hören und hat mit Dirigenten wie Daniel Oren, Kent Nagano, Ralf Weikert, Donato Renzetti, Vladimir Ashkenazy, Wayne Marshall, Christian Thielemann, David Parry, Nello Santi und Colin Davis zusammengearbeitet.
Neben ihrer Bühnenpräsenz ist Jessica Pratt als Lied- und Konzertsängerin tätig. Sie sang beim Neujahreskonzert 2012 im Theater La Fenice in Venedig, das von arte übertragen wurde.

## Auszeichnungen
2013: Premio Bacco dei Borbone, Festival della Valle d’Itria

## Repertoire
| Komponist | Oper                     | Rolle                 |
| --------- | ------------------------ | --------------------- |
| Bellini   | I Capuleti e i Montecchi | Giulietta             |
|           | I puritani               | Elvira                |
|           | La sonnambula            | Amina                 |
| Bernstein | Candide                  | Cunegonde             |
| Donizetti | Viva la Mamma            | Daria                 |
|           | Lucia di Lammermoor      | Lucia                 |
| Gounod    | Roméo et Juliette        | Juliette              |
| Halevy    | La juive                 | Eudoxie               |
| Meyerbeer | L’Africaine              | Inès                  |
| Mozart    | Don Giovanni             | Donna Anna            |
|           | Il re pastore            | Aminta                |
|           | Die Zauberflöte          | Die Königin der Nacht |
| Rossini   | Adelaide di Borgogna     | Adelaide              |
|           | Armida                   | Armida                |
|           | Ciro in Babilonia        | Amira                 |
|           | Demetrio e Polibio       | Lisinga               |
|           | Guglielmo Tell           | Matilde               |
|           | Otello                   | Desdemona             |
|           | Il signor Bruschino      | Sofia                 |
| Vaccai    | La sposa di Messina      | Donna Isabella        |
| Verdi     | Giovanna d’Arco          | Giovanna              |
| Verdi     | Rigoletto                | Gilda                 |

## Veröffentlichungen

### Audio
- Rossini: Otello – Rossini in Wildbad (Naxos)
- Vaccai: La sposa di Messina – Rossini in Wildbad (Naxos)
- A Guided Tour of the Romantic Era Vol. 3 (Naxos)
- Bel Canto Bully (Naxos)
- Delirio (Tancredi Records)[7]

### Video
- Donizetti: Le convenienze ed inconvenienze teatrali – Teatro alla Scala (Belair Classiques)
- Bellini: La sonnambula – Teatro La Fenice (Betafilm)
- Rossini: Adelaide di Borgogna – Rossini Opera Festival (Unitel)
- Rossini: Ciro in Babilonia – Rossini Opera Festival (Betafilm)
- Teatro La Fenice New Years Concert 2012 (Arthaus Musik)